# 达文波特学院

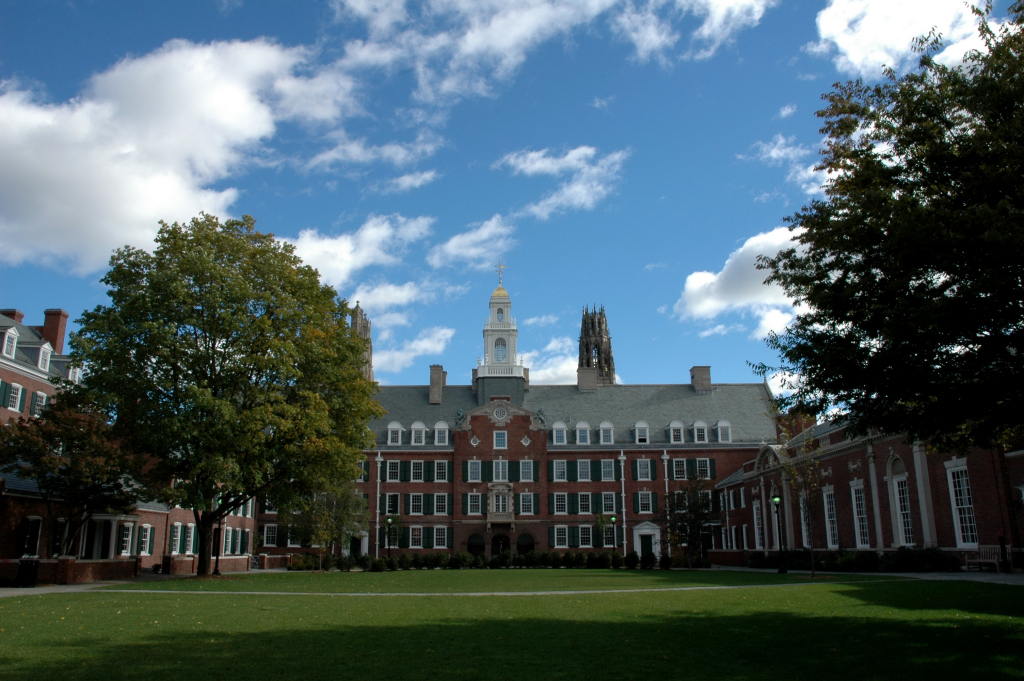
达文波特学院

达文波特学院（Davenport College）是耶鲁大学的12个住宿学院之一，位于约克街248号，其建筑建成于1933年，主要为乔治式风格，但是立面为哥特式。学院得名于纽黑文的创建者约翰·达文波特。本科生460人。